# Красный Яр (Заиграевский район)
Кра́сный Яр — село в Заиграевском районе Бурятии. Входит в сельское поселение «Унэгэтэйское».

## География
Расположено на левом берегу реки Курбы, в 13 км к северо-востоку от центра сельского поселения, села Унэгэтэй. В 1,5 км к северо-западу от села, на правом берегу Курбы, находится улус Ангир.

## История
До конца XX века в селе располагался участок Курбинского леспромхоза, были сельский клуб, основная общеобразовательная школа, магазин.

## Население
| 2002 | 2010 |
| ---- | ---- |
| 28   | ↗30  |

## Инфраструктура
Фельдшерский пункт.